# Pamela Obermaier

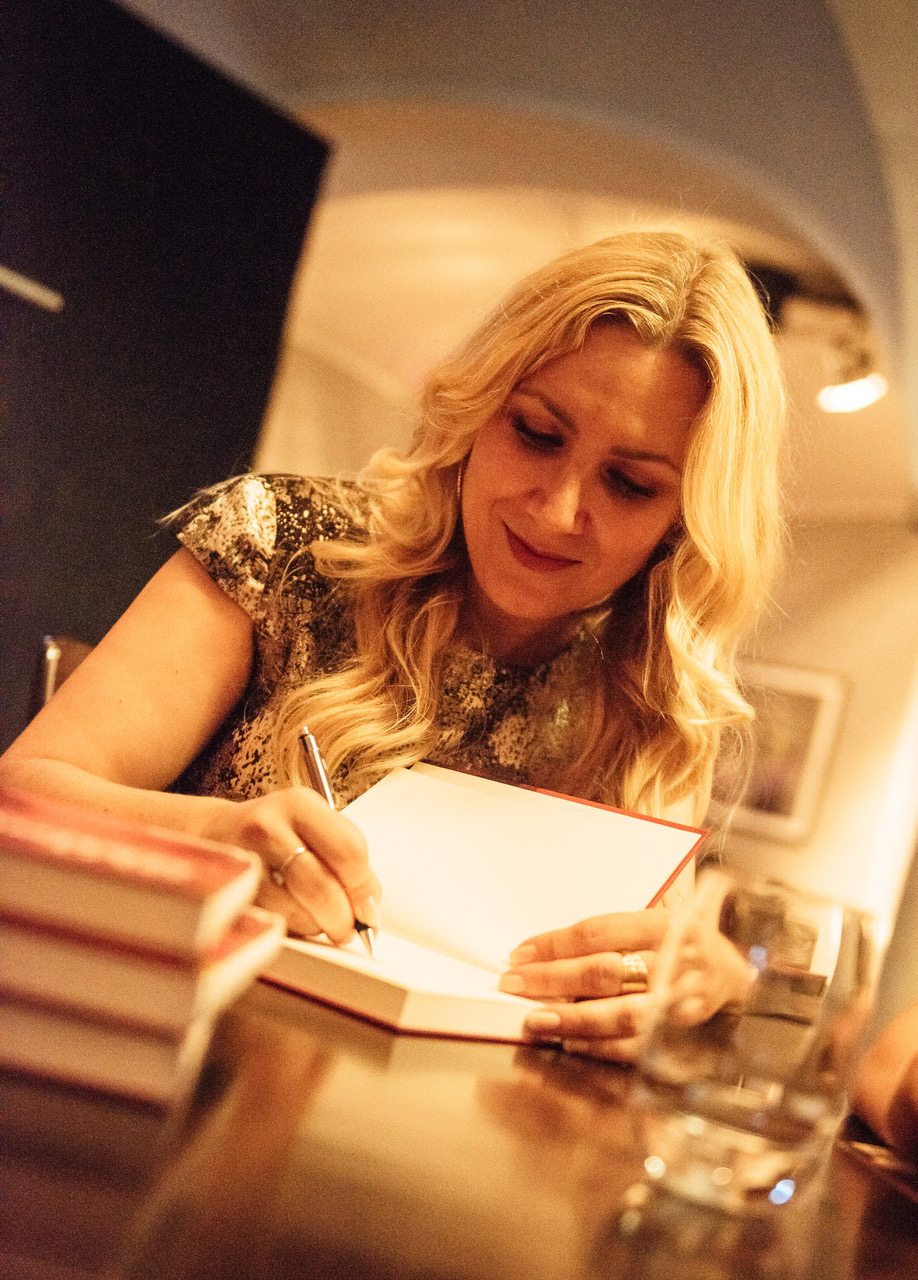
Pamela Obermaier bei der Signierstunde nach einem Vortrag im Schauspielhaus Salzburg (2017)

Pamela Obermaier (* 29. April 1977 in Salzburg) ist eine österreichische Autorin.

## Leben und Karriere
Pamela Obermaier maturierte 1995 am Musischen Bundesoberstufenrealgymnasium Nonntal mit einer Fachbereichsarbeit in Deutsch zum Thema „Die stilistische und sprachliche Umsetzung der Thematik in Thomas Bernhards Werk“ und belegte danach an der Paris-Lodron-Universität die Studienrichtungen „Deutsche Philologie“ und „Gewählte Fächer“, die von den Institutsvorständen so – Psychologie, Philosophie und Pädagogik als Diplomstudium – erstmals in ihrem Fall bewilligt wurden. Diese Gewählten Fächer schloss sie 1999 mit Auszeichnung ab, 2000 folgte der Abschluss des Germanistikstudiums sowie die Sponsion zum Magister, ebenfalls mit Auszeichnung.
Nach ihrem Studium war Pamela Obermaier mehr als ein Jahrzehnt als TV-Journalistin, Onlineredakteurin und Radiomoderatorin im Einsatz (u. a. ORF, TALK-TV Produktionsges.mbH. und filmpool media entertainment GmbH). Im Zuge dessen übersiedelte die Salzburgerin 2005 nach Wien. 2015 gründete sie mit ihrer Textagentur textsicher ihr erstes Unternehmen, auf das die Ghostwriting-Agentur DIE BUCHMACHERINNEN folgte. Seit 2013 publiziert sie regelmäßig Sachbücher um das Thema „Erfolg“ im Goldegg-Verlag, seit 2016 zudem Reiseberichte in Wort und Bild für das Wellnessmagazin „WELLNESS exklusiv“ und seit 2020 hat sie im Lifestylemagazin „Lust aufs LEBEN“ eine eigene Kolumne.

## Publikationen (Auswahl)
- Gummibärchen für die Seele. Mystik für Einsteiger und Realisten. Mit Gabriele Hasmann, Goldegg-Verlag: Berlin/Wien 2014. ISBN 978-3-902991-10-2
- Gewinner grübeln nicht. Richtiges Denken als Schlüssel zum Erfolg. Mit Marcus Täuber, Goldegg-Verlag: Berlin/Wien 2016. ISBN 978-3-903090-70-5
- Gut gebrüllt und schon gewonnen. Was Ihre Stimme über Sie verrät und wie Sie ihre Kraft wirkungsvoll einsetzen. Mit Petra Falk, Goldegg-Verlag: Berlin/Wien 2017. ISBN 978-3-903090-96-5
- Alles reine Kopfsache! 5 Phänomene aus der Hirnforschung, mit denen Sie alles schaffen, was Sie wollen. Mit Marcus Täuber, Goldegg-Verlag: Berlin/Wien 2018. ISBN 978-3-99060-115-0
- Das Prinzip der Mühelosigkeit. Warum manchen alles gelingt und andere immer kämpfen müssen. Mit Marcus Täuber, Goldegg-Verlag: Berlin/Wien 2019. ISBN 978-3-99060-128-0
- Mein innerer Tyrann. Über die Kunst, sich selbst nicht im Weg zu stehen. Mit Dominik Borde, Goldegg-Verlag: Berlin/Wien 2020. ISBN 978-3-99060-180-8